# لیپوپلی‌ساکارید

ساختار یک LPS

لیپوپلی ساکارید (به انگلیسی: Lipopolysaccharide)، به اختصار LPS، یکی از اجزای مهم در ساختار دیواره باکتریهای گرم منفی است که خاصیت بیماری‌زایی داشته و به عنوان یک توکسین باکتریایی به‌شمار می‌رود. اوایل تصور می‌شود که LPS تنها بعد از مرگ باکتری و متلاشی شدن دیواره آن آزاد شده و تأثیرات خود را ایجاد می‌کند به همین دلیل به این ترکیب اندوتوکسین گفته می‌شد. اما امروزه مشخص شده‌است که باکتری در زمان حیات خود نیز مقادیر کمی از اندوتوکسین را به بیرون ترشح می‌کند. لیپوپلی ساکارید از سه بخش آنتی‌ژن O، اولیگوساکارید مرکزی و لیپید A تشکیل شده که بخش لیپید A از این ترکیب است که به واکنش التهابی و سایر عوارض اندوتوکسین منجر می‌گردد.

## عملکرد لیپوپلی ساکارید
نقش اصلی لیپوپلی ساکارید نقش ساختاری بوده و سبب استحکام دیواره سلولی در باکتری‌های گرم منفی می‌شود. همچنین وجود این ترکیب باعث مقاومت باکتری نسبت به نمک‌های صفراوی و آنتی‌بیوتیک‌های لیپولیتیک می‌شود.
لیپوپلی ساکاریدها به حرارت مقاوم هستند و دوام بالایی دارند. این ترکیبات سالهاست که به عنوان عوامل اصلی در شوک سپتیک (Septicemia) در انسان‌ها شناخته می‌شود. لیپوپلی ساکاریدها با اتصال به کمپلکس گیرنده‌های CD14/TLR4/MD2 باعث ترشح سایتوکاین‌های التهابی، TNF آلفا و اینترلوکین ۱ شده و بر همین اساس پاسخ ایمنی بسیار شدیدی را در بدن پستانداران ایجاد کنند.

## لیپوپلی ساکارید در فرآورده‌های بیولوژیک
اندوتوکسین‌ها به حرارت مقاوم هستند و اگر در مراحل تولید یک فراورده دارویی، بهداشتی و حتی غذایی به ترکیب آن وارد شوند، به سادگی قابل حذف نیستند. به همین دلیل بررسی وجود اندوتوکسین یکی از مراحل تأیید برای فراورده‌های بیولوژیک است. به‌طور معمول در بیشتر فراورده‌های بیولوژیک که مصرف انسانی دارند به خصوص فراورده‌های نوترکیب که در مراحل تولید آنها از میزبان‌های گرم منفی استفاده شده‌است تست اندوتوکسین به عنوان یکی از مراحل مهم کنترل کیفی محسوب می‌شود.
برای اندازه‌گیری اندوتوکسین از واکنش سرم خرچنگ نعل اسبی معروف به LAL استفاده می‌کنند. ترکیبات موجود در LAL به اندوتوکسین بسیار حساس بوده و مواجه شدن آن با اندوتوکسین موجب ایجاد لخته یا ژل می‌شود. با استفاده از این روش می‌توان میزان اندوتوکسین موجود در نمونه‌های مختلف را ارزیابی کرد.